# План дій ЄС проти дезінформації
План дій проти дезінформації, англ. Action Plan against Disinformation — презентували 5 грудня 2018 висока представниця ЄС — Віце-президент Єврокомісії Федеріка Могеріні і Віце-президент Єврокомісії, відповідальний за Єдиний цифровий ринок, Андрус Ансіп.
Мета ЄС — захистити свої демократичні системи та суспільні дискусії, зокрема у виборчий період: у 2019 році відбудуться загальноєвропейські вибори, а до 2020 року заплановано проведення низки національних та місцевих виборів у країнах-членах ЄС.

## Заходи
Серед конкретних заходів для боротьби з дезінформацією:
- створення системи швидкого оповіщення, англ. Rapid Alert System
- ретельний моніторинг виконання Збірки правил, англ. Code of Practice,
- збільшення ресурсів для відповіді на ці виклики.